# Pierre Jackson
Pierre DeShawn Jackson (Las Vegas, Nevada, 29 de agosto de 1991) es un jugador de baloncesto estadounidense que pertenece a la plantilla de los Capitanes de Arecibo del Baloncesto Superior Nacional de Puerto Rico. Con 1,78 metros de estatura juega en la posición de escolta.

## Trayectoria Deportiva

### Universidad
Jackson asistió a la Universidad de Baylor donde jugó desde 2011 hasta 2013, en sus tres campañas en Baylor tuvo unos promedios de 13.8 puntos y 5.9 asistencias por partido. En la pretemporada 2012-13, Jackson ganó dos premios al mejor jugador del mes. En verano de 2013 se declara elegible para el Draft de la NBA de 2013.

### Profesional
Jackson fue elegido en el Draft de la NBA de 2013 por Philadelphia 76ers, traspasando sus derechos de inmediato a los New Orleans Pelicans, aunque decide aceptar la oferta del ASVEL Lyon-Villeurbanne de la LNB, tan sólo disputa 3 partidos en los que promedia 6.6 puntos y 2.4 asistencias por encuentro.
Tras salir de Francia, el 1 de noviembre de 2013 firma por 2 años con el equipo de la NBA D-League, Idaho Stampede, el 4 de febrero de 2014 consigue el récord anotador de un partido de la NBA D-League al anotar 58 puntos contra los Texas Legends superando el récord de 53 de Morris Almond y Will Conroy.
El 20 de febrero de 2014, firmó un contrato del Fenerbahçe Ülkerspor por el resto de la temporada 2013-14.
El 22 de febrero de 2021, firma como jugador del Galatasaray Doğa Sigorta de la Türkiye Basketbol 1. Ligi, tras comenzar la temporada sin equipo. En el equipo turco disputa 7 partidos, promediando 19 puntos y 8 asistencias.
El 11 de mayo de 2021, firma por el JL Bourg Basket de la Pro A francesa para el tramo final de la temporada.
El 19 de noviembre de 2023 firma por el Sagesse de la Liga Libanesa de Baloncesto.
En marzo de 2025 se unió como refuerzo a los Capitanes de Arecibo del Baloncesto Superior Nacional de Puerto Rico.

## Estadísticas de su carrera en la NBA

### Temporada regular
| Año     | Equipo | PJ | PT | MPP  | %TC  | %3P  | %TL  | RPP | APP | ROB | TPP | PPP |
| ------- | ------ | -- | -- | ---- | ---- | ---- | ---- | --- | --- | --- | --- | --- |
| 2016-17 | Dallas | 8  | 1  | 10.5 | .333 | .273 | .857 | 1.1 | 2.4 | .3  | .0  | 4.4 |
| Total   | Total  | 8  | 1  | 10.5 | .333 | .273 | .857 | 1.1 | 2.4 | .3  | .0  | 4.4 |